# Кочкомозеро (озеро, Карелия, Архангельская область)
Кочкомозеро — озеро на территории Чёлмужского сельского поселения Медвежьегорского района Республики Карелии и Онежского района Архангельской области.

## Общие сведения
Площадь озера — 2,3 км², площадь водосборного бассейна — 11,5 км². Располагается на высоте 188,7 метров над уровнем моря.
Форма озера продолговатая: вытянуто с запада на восток. Берега преимущественно заболоченные.
Из западной оконечности озера вытекает ручей Кочкомозерский, втекающий с правого берега в реку Лексу, впадающую в реку Выг.
Код объекта в государственном водном реестре — 02020001211102000006828.